# بیساریکاتی چرخنده
بیساریکاتی چرخنده (به لاتین: Bisarikati Charkhanda) یک روستا در بنگلادش است که در استان باریسال و در ناحیه باریسال واقع شده است.